# Honningsvåg
Honningsvåg je najsevernejše mesto na celinski Norveški. Je v občini Nordkapp v okrožju Troms og Finnmark. Honningsvåg je bil leta 1996 razglašen za mesto kljub majhnemu številu prebivalcev. Mesto s površino 1,05 kvadratnih kilometrov ima 2484 prebivalcev (2017), kar daje mestu gostoto prebivalstva 2366 prebivalcev na kvadratni kilometer.
Honningsvåg leži v zalivu na jugovzhodni strani velikega otoka Magerøya, medtem ko je znameniti Nordkap in njegovo središče za obiskovalce na severni strani otoka. Honningsvåg je pristanišče Hurtigruten Coastal Express in ladij za križarjenje, zlasti v poletnih mesecih. Ocean brez ledu (jugozahodni del Barentsovega morja) zagotavlja bogat ribolov, za mesto pa je pomemben tudi turizem. Celo na 71°S ima veliko zasebnih vrtov v Honningsvågu drevesa, čeprav so le redko višja od 3 do 4 metre.
Slavni pes Bamse (pes sv. Bernarda, ki je med drugo svetovno vojno postal junaška maskota svobodnih norveških sil) je prišel iz Honningsvåga.

## Zgodovina
Območje je bilo prvič poseljeno že v prazgodovini, že pred 10.300 leti. Morje je bilo verjetno glavni vir hrane.

### Status mesta
Honningsvåg je leta 1996 razglasil občinski svet Nordkappa za mesto. Leta 1997 je bila sprejeta nacionalna zakonodaja, ki določa, da mora imeti norveško mesto vsaj 5000 prebivalcev, a ker je bil Honningsvåg leta 1996 razglašen za mesto, je bilo iz te zakonodaje izvzeto. Zaradi tega je eno najmanjših mest na Norveškem.

### Ime
Staronordijska oblika imena je bila verjetno Hornungsvágr. Prvi element je torej rodilnik (hipotetičnega) imena gore, Hornungr, ki se od takrat ni več uporabljal. Hornungr bi lahko bilo starejše ime gore Storefjell (dobesedno 'velika gora'), visokega in rogu podobnega vrha blizu Honningsvåga, kar bi pomenilo, da je ime izpeljano iz besede rog. Zadnji element je vágr, kar pomeni 'zaliv'. Polno ime tako pomeni »zaliv, ki leži pod goro Hornungr«.

## Podnebje
Čeprav je Honningsvåg na skrajnem severu Evrope, ima subarktično podnebje zaradi Severnoatlantskega toka. Zimske temperature ublaži ocean brez ledu in so izjemno mile za polarne zemljepisne širine, celo milejše od zim na letališču Oslo, ki je 1400 kilometrov in 11 stopinj zemljepisne širine južneje. Honningsvåg, ki leži ob obali, lahko doživi močne zimske nevihte in snežne nevihte, ki včasih zaprejo cestno povezavo. 29. decembra 2008 so zabeležili hitrost vetra 81 mph. Snežna odeja je pozimi lahko globoka in na strmem terenu grozijo plazovi. Padavine so enakomerno razporejene skozi vse leto, vendar z manjšim vrhom jeseni. Honningsvåg ima polarni dan s polnočnim soncem od 13. maja do 31. julija. Od 21. novembra do 21. januarja je sonce pod obzorjem (polarna noč). 29. junija 2022 je bil dosežen nov rekord z 28,4 °C.

## Promet
Honningsvåg je ena glavnih postaj obalnih ladij Hurtigruten na njihovi dolgi poti vzdolž norveške obale med Kirkenesom na severu in Bergnom na jugu. Ladje, namenjene proti severu v Kirkenes, pristajajo v pristanišču od 11.15 do 14.45, kar povzroča veliko turistično dejavnost v mestu. Ladje proti jugu proti Bergnu se na kratko ustavijo okoli 5.30.
Letališče Honningsvåg, ki je 4 kilometre severno od mesta, nudi lete predvsem v Tromsø, s povezavo do Osla.